# Zotalemimon procera
Zotalemimon procera är en skalbaggsart som först beskrevs av Francis Polkinghorne Pascoe 1859.  Zotalemimon procera ingår i släktet Zotalemimon och familjen långhorningar.
Artens utbredningsområde är:
- Laos.
- Madagaskar.
- Burma.
- Sri Lanka.
- Taiwan.

Inga underarter finns listade i Catalogue of Life.